# Pedro Ávila (cantautor español)
Pedro Aguirre (Tánger, 1940), conocido por su nombre artístico Pedro Ávila, es un músico español, cantautor y trovador. Componente del movimiento de la Canción Reivindicativa y Social en la Democracia, en especial La Nueva Canción que los exiliados, la mayoría por motivos políticos o sociales, hicieron desde fuera de España en los años 70. Su primer álbum “Espagne. El hombre nuevo cantando” editando en Francia y después en España, fue referente para quienes trabajaban para lograr la democracia en España.

## Biografía y trayectoria

### Primeros años
Nació en 1940 en Tánger de padre español de origen vasco y madre española con ascendencia italiana. Tánger ciudad ubicada dentro del Protectorado español de Marruecos hasta 1956. En 1958, a los 18 años, empezó a estudiar Dibujo industrial, si bien ya sabía que su verdadera vocación era la música. Cantaba zarzuelas y pequeñas óperas en una compañía de arte español de la ciudad y, en calidad de amateur, actuaba y cantaba en obras de teatro de aficionados. En 1961, al cumplir 21 años, se marchó a París para completar allí sus estudios de Dibujo industrial.

### En París, Francia (1961-1971)
En París compaginó sus estudios con su vocación de cantante, actuando en orquestas de baile en salas de fiestas en París, en pueblos griegos durante las vacaciones y en locales de los Campos Elíseos. También inició su afición a montar a caballo. Tras tres años, lo contrataron de boy de varietés en la famosa sala de cabaré, Moulin Rouge, y llegó a ser primera figura masculina. En esa época decidió cambiar su apellido Aguirre por el de Ávila, más fácil de pronunciar por el público francés.
Así, Ávila comenzó su carrera como cantante profesional en París en 1963, compaginándolo con su trabajo en el Moulin Rouge. Consiguió grabar un disco EP con cuatro canciones cantadas en francés, que editó la casa discográfica francesa Thomson.
En verano de 1966, durante una visita a la familia en Tánger, conoció al poeta Ángel González, también de vacaciones allí. Comenzó entonces a interesarse por la poesía y puso música a algunos poemas. Ávila escribió en 2008, al fallecer el poeta: "Tanger 1967; encuentro con Angel en Tanger en la casa de Emilio Sanz de Soto; el leyó sus poemas, y yo empezé a cantarlos. Desde entonces hemos vivido y bebido en muchos paises. Se muere un poco con tu muerte. Pedro Avila".
Con el estallido del mayo de 1968 en Francia, el Moulin Rouge cerró como consecuencia de una huelga de las trabajadoras, la mayoría extranjeras y con un salario escaso, que pedían mejores condiciones laborales. Ávila volvió a tener que actuar en salas y clubes nocturnos, sin orquestas y sin micrófonos, para subsistir. Influido por Paco Ibáñez y los discos que este había editado en París, decidió empezar a cantar acompañado solo por su guitarra y creó un repertorio compuesto por sus propias composiciones así como poemas de Rafael Alberti y Miguel Hernández, a las que él mismo había puesto música.
En 1970, tras tres años, contaba con un repertorio poético personal y había tomado conciencia de la poesía social. Como consecuencia, lanzó su primer LP “Espagne. El hombre nuevo cantando”, título tomado de un poema de Alberti. Fue editado por la discográfica Le chant du monde, dentro de la colección “Le nouveau chansonnier international” (el nuevo cantante internacional). El disco estaba compuesto por doce temas con música original sobre poemas de cuatro poetas españoles, tres poemas de cada uno, referentes para el autor: Rafael Alberti, Blas de Otero, Miguel Hernández y Ángel González. Contó además con los arreglos de Gerardo Guevara, con la guitarra de Raúl Maldonado y con los grabados del pintor José Hernández .
En España, el disco se publicó al año siguiente, en 1971, por la discográfica EDIGSA encargada de distribuir en este país los discos de Le chant du monde. Se editó con sólo 10 canciones porque la censura de la Dictadura de Francisco Franco eliminó dos poemas.

### En Madrid, España (1971-1973)
Tras pasar una temporada en Brasil, Ávila se estableció en la capital de España en mayo de 1971 y comenzó a promocionar el disco "El hombre nuevo cantando”. Lo presentó con un recital en el Teatro Español de Madrid. La repercusión no fue la esperada en un país poco interesado en la música basada la poesía y, como también le ocurriera a Paco Ibáñez, dos años después terminó decidiendo volverse a América.

### En Monterrey, México (1973-1985)
Ávila llegó a México con un contrato de dos meses con una productora de cine. De traslado temporal, la estancia se prologó durante doce años, entre 1973 y 1985. En esta etapa conoció a escritores españoles exiliados en aquel país que tuvieron que huir de la Dictadura, como Luis Rius y Pedro Garfias, y a otros oriundos como el escritor y guionista Juan Rulfo.
En 1976 decidió grabar un nuevo LP, aprovechando el éxito relativo que encontró en radio y televisión. Se tituló “No dar nada por perdido” y contenía doce temas. Puso música a dos poemas de Pedro Garfias Zurita (Salamanca, 1901 - Monterrey, Nuevo León, México, 1967), dos de Griselda Álvarez Ponce de León (Guadalajara, Jalisco, México, 1913 - México, D.F., 2009), uno de Luis Rius Azcoitia (Tarancón, Cuenca, 1930 -México D.F., 1984) y uno de Pablo Neruda (Parral, Maule, Chile, 1904 - Santiago de Chile, 1973). Además incorporó una canción de José Antonio “Chicho” Sánchez Ferlosio (Madrid, 1940 - 2003) y cinco temas suyos, grabando temas propios por primera vez. Los arreglos fueron de Jorge Buenfil y él mismo. En la contraportada del disco aparecía una presentación a cargo del poeta Luis Rius.
Y tres años después, en 1979, grabó el disco “Poetas mexicanos”, donde volvió a poner música a poemas de Griselda Álvarez Ponce de León e incorporó a poetas de México como Rosario Castellanos (México D. F.,1925 - Tel Aviv, Israel, 1974); Salvador Nava Martínez (San Luis Potosí, 1914 - 1992); Jaime Torres Bodet (México D.F., 1902 - 1974); Carlos Pellicer (Villahermosa, Tabasco, 1899 - México D.F., 1977); Jaime Sabines Gutiérrez (Tuxtla Gutiérrez, Chiapas, 1926 – México D. F., 1999) y Octavio Paz ( México D.F., 1914 - 1998). La presentación de la contraportada esta vez corrió a cargo de Paco Ignacio Taibo I.

### En Madrid, España (1985-1991)
Ávila volvió a España en 1985, instalándose de nuevo en Madrid. Abrió un restaurante de comida mexicana, aprovechando su interés por la gastronomía, que pronto se convirtió en lugar de reunión de escritores y políticos. Se reencontró con su amigo el poeta Ángel González y retomó poner música a sus poemas, que cantaba después en los locales de moda como Libertad 8 y El Comal. El poeta le acompañaba a veces en Madrid y también en las giras de recitales que realizó por España y Norteamérica. Cuando González se estableció en Albuquerque (Nuevo México, EE. UU.), fue Ávila quien se encargó de cuidar su casa en Madrid. Juan Cruz escribió: “esa presencia de Pedro Ávila en la casa y en la vida de Ángel es una metáfora de la vida del poeta”.
Con esos nuevos poemas, la colaboración muy estrecha del Ángel González y el apoyo de Radio 3 de Radio Nacional de España (RNE), editó en 1987 el disco llamado “Acariciado mundo” , título tomado de la sección cuarta del libro “Áspero mundo” del poeta. En este disco canta doce poemas de González (nueve nuevos y los tres grabados anteriormente en el disco “El hombre nuevo cantando”). El disco fue presentado en el Centro Asturiano de Madrid el 25 de mayo de 1987.
Y en 1991 editó el disco “Vivir de prestado”, también con el apoyo de RNE. Contenía nueve temas, siete propios y dos populares. Se publicó en formato vinilo y en CD.
Mantuvo la cercanía y la amistad con la Generación del 50 y su órbita, entre otros Ángel González, Caballero Bonald, Gil de Biedma y Natacha Seseña. Realizó colaboraciones con Radio Televisión Española (RTVE) para la difusión de la culturas, entre otros, en agosto de 1985 participó en el programa La Clave de La 2 en el debate sobre "Entre el folclor y la política: Hispanoamérica". Y continuó dando recitales y conciertos.

### En América del Norte
Finalmente, Ávila decidió trasladarse a América, siguiendo los pasos de su amigo Ángel González, establecido en Albuquerque (Nuevo México, EE. UU.), donde continuó cantando y ofreciendo conciertos en centros españoles de EE. UU. y México, cantando poemas de Ángel González y después de García Lorca. En 2009 estrenó los poemas musicados de Lorca en un recital celebrado en el Auditorio Wells Fargo del Instituto Cervantes de Albuquerque.
Continuó viajando a España ocasionalmente y participando en su vida cultural. En el programa Estravagario de La 2, emitido en noviembre de 2006, cantó poemas del poeta andaluz y Premio Nobel español Juan Ramón Jiménez en la mesa redonda dedicada a él.
Vivió en Connecticutt (Estados Unidos), con su esposa, Eileen, y con su hijo Samuel y su hija Isabel.
En 2018 participó en el homenaje a Ángel González en Madrid, en el décimo aniversario de su fallecimiento. Figuras destacadas del panorama cultural español se reunieron para cantar y leer sus versos. En 2019 vive en Ciudad de México y continúa cantando canciones mexicanas y también en español, en ladino y en italiano.

## Discografía
- Plus fort que tout /… EP (Thomson - Ducretet 460 V 597, 1963). Francia, 1963.
- Espagne. El hombre nuevo cantando. LP (Le chant du monde G.U. LDX 74433, 1970). Francia, 1970.
- El hombre nuevo cantando, LP (Le chant du monde EDIGSA EDX 74433, 1971). España, 1971.
- Como el toro / Los gallos cantar querían, SG (Le chant du monde EDIGSA EDX 01 SG, 1971). España, 1971.
- No dar nada por perdido, LP (Nueva Cultura Latinoamericana-Canciones comprometidas NCL-LP-006, 1976). México, 1976.
- Poetas mexicanos, LP (Nueva Cultura Latinoamericana-Canciones comprometidas, NCL-LP-0040, 1979). México, 1979.
- Acariciado mundo, LP (RNE-Cancionero, 1987). España, 1987.
- La lluvia no te moja / Para nada ahora, SG (RNE-Cancionero N3-212-C, 1987). España, 1987.
- Vivir de prestado, CD (RTVE/RNE-Cancionero 720023, 1991). España, 1991.
- No dar nada por perdido, CD. Estados Unidos, 2009.